# Mount Caroline Mikkelsen
Mount Caroline Mikkelsen är ett berg i Antarktis. Det ligger i Östantarktis. Australien gör anspråk på området. Toppen på Mount Caroline Mikkelsen är 235 meter över havet.
Terrängen runt Mount Caroline Mikkelsen är varierad. Havet är nära Caroline Mikkelsen åt nordost. Trakten är obefolkad. Det finns inga samhällen i närheten.
Berget är uppkallat efter Caroline Mikkelsen, den första kvinna att landstiga på Antarktis.